# أرييل روخاس
أرييل روخاس (بالإسبانية: Ariel Rojas) (16 يناير 1986 في الأرجنتين - ) هو لاعب كرة قدم أرجنتيني في مركز الوسط. شارك مع منتخب الأرجنتين لكرة القدم. أما مع النوادي، فقد لعب مع ريفر بليت وغودوي كروز وفيليز سارسفيلد وكروز آزول.

## مسيرته الكروية
لعب أرييل روخاس خلال مسيرته الاحترافية مع 6 أندية في سبعة عشر موسمًا وسجل خلالها 14 هدفًا ضمن 343 مباراة. حيث فاز في موسم واحد بالكأس وفي موسم واحد بالدوري.
خاض أرييل روخاس مسيرته مع نادي فيليز سارسفيلد في موسم 2006–07 ولمدة موسمين، مشاركًا في 3 مباريات ولم يسجل أي هدف. ثم انتقل إلى نادي غودوي كروز في موسم 2007–08 ليلعب معه خمسة مواسم، حيث شارك في 156 مباراة سجل خلالها 10 أهداف. لينتقل بعدها إلى نادي ريفر بليت في موسم 2012–13 في المرة الأولى ليلعب معه أربعة مواسم ثم في موسم 2016–17 ولمدة موسمين، مشاركًا طوالها في 110 مباراة سجل خلالها 3 أهداف. ثم انتقل إلى نادي كروز آزول في موسم 2015–16 ولمدة موسمين، مشاركًا في 41 مباراة سجل خلالها هدفًا واحدًا. هذا وانتقل لاحقًا إلى نادي سان لورينزو في موسم 2018–19 لمدة موسم واحد، مشاركًا في 13 مباراة ولم يسجل أي هدف. ثم انتقل بعدها إلى نادي أتليتيكو توكومان في موسم 2019–20 لمدة موسم واحد، مشاركًا في 20 مباراة ولم يسجل أي هدف أيضًا.

## روابط خارجية
- أرييل روخاس على موقع إي إس بي إن إف سي (الإنجليزية)
- أرييل روخاس على موقع قاعدة بيانات كرة القدم.إي يو (الإنجليزية)
- أرييل روخاس على موقع ناشيونال فوتبول تيمز (الإنجليزية)
- أرييل روخاس على موقع Soccerway.com (الإنجليزية)
- أرييل روخاس على موقع AS.com (الإسبانية)